# غلامعلی رشید
غلامعلی رشید علی‌نور (۱۳۳۲ – ۲۳ خرداد ۱۴۰۴) سرلشکر سپاه پاسداران انقلاب اسلامی بود که در فاصله سال‌های ۱۳۹۵ تا ۱۴۰۴ به‌عنوان فرماندهٔ قرارگاه مرکزی خاتم‌الانبیا فعالیت می‌کرد. او دانشیار دانشگاه عالی دفاع ملی و نیز عضو هیئت علمی دانشگاه امام حسین بود. وی در حملات خرداد ۱۴۰۴ اسرائیل به ایران مورد هدف قرار گرفت و کشته شد.
رشید دانش‌آموخته کارشناسی ارشد جغرافیای سیاسی از دانشگاه تهران و دکتری جغرافیای سیاسی از دانشگاه تربیت مدرس است. او فعالیت سیاسی علیه حکومت پهلوی را از سال ۱۳۵۰ در گروه منصورون آغاز کرد و تا پیش از وقوع انقلاب ۱۳۵۷ دو مرحله توسط ساواک دستگیر و روانه زندان شد.
رشید در طول جنگ ایران و عراق از فرماندهان ارشد سپاه پاسداران انقلاب اسلامی به‌شمار می‌آمد و در تمامی عملیات‌های اصلی سپاه پاسداران حضور داشت. او از ۱۳۶۵ تا ۱۳۶۸ معاون عملیات ستاد مشترک سپاه پاسداران بود، سپس به ستاد کل نیروهای مسلح منتقل شد و از ۱۳۶۸ تا ۱۳۷۸ معاونت اطلاعات و عملیات ستاد کل را برعهده داشت. رشید در فاصله سالهای ۱۳۷۸ تا ۱۳۹۵ برای مدت ۱۷ سال جانشین رئیس ستاد کل نیروهای مسلح بود. وزارت خزانه‌داری آمریکا در آبان ۱۳۹۸ وی را در فهرست تحریم‌های خود قرار داد.

## زندگی‌نامه
غلامعلی رشید علی‌نور در سال ۱۳۳۲ در شهر دزفول و در خانواده‌ای سنتی و با گرایش مذهبی زاده شد. پدرش علی رشید علینور در بازار قدیم دزفول به شغل آهنگری مشغول بود و مادرش زهرا شمشیرساز نام دارد. رشید در خانواده‌ای پر جمعیت بزرگ شد و ۲ برادر و ۶ خواهر داشت. خانواده وی ابتدا در محله صحرابدر مغربی در خیابان جهاد و سپس در محله صحرابدر مشرقی دزفول ساکن بودند. او تحصیلات ابتدایی و متوسطه را تا پیش از دریافت دیپلم، در دزفول ادامه داد.

### پیش از انقلاب
رشید پیش از وقوع انقلاب، در سنین جوانی، در سال ۱۳۴۹ فعالیت سیاسی بر ضد دودمان پهلوی را آغاز کرد و نخستین بار در مهرماه سال ۱۳۵۰ در سال آخر دبیرستان، توسط ساواک در دزفول دستگیر شد، سپس به اهواز منتقل گردید و مدت یک سال را در زندان اهواز سپری کرد. وی در سال ۱۳۵۱ از زندان آزاد شد و در این دوره، در زندان با افرادی چون محسن رضایی و علی شمخانی آشنا شد و پس از تشکیل گروه منصورون به این گروه پیوست. وی پس از آزادی از زندان، تحصیل در سال آخر دبیرستان را از سر گرفت و در سال ۱۳۵۲ پس از دریافت دیپلم، برای گذراندن دوره خدمت وظیفه عمومی، عازم اهواز شد. وی دوره سربازی خود را در لشکر ۹۲ زرهی اهواز و تیپ دوم این لشکر در دزفول طی کرد.
پایگاه فرهنگی رایحه (در سال ۱۳۹۷) مصاحبه‌ای با زهرا شمشیرساز، مادر غلامعلی رشید انجام داد، که او در این مصاحبه، نحوه آغاز فعالیت‌های رشید در پیش از انقلاب ۱۳۵۷ را اینگونه توضیح می‌دهد:
آن زمان (اواخر دهه ۱۳۴۰) طلبه جوانی به نام عبدالحسین سبحانی در دزفول بود، افرادی مثل سید احمد آوایی، عزیز صفری، حمید صفری، عیدی فعال، حمید آستی و غلامعلی رشید را دور خود جمع کرد و تقریباً سال ۱۳۴۹ به فعالیت علیه رژیم شاه یک سری کارها را آغاز کردند. از جمله بمب‌گذاری در محل جشن‌های ۲۵۰۰ ساله پهلوی، پخش اعلامیه امام خمینی که کل افراد دستگیر شدند و به زندان دزفول و بعد اهواز منتقل شدند. در مورخ ۱۳۵۱/۷/۳ شیخ عبدالحسین سبحانی زیر شکنجه ساواک و گارد شاهنشاهی کشته شد و از آن پس، گروه آنها به «گروه سبحانی» معروف شد. سبحانی به مدت ۶ سال محکوم شده بود و حمید صفری، احمد آوایی و حمید آستی به مدت ۳ سال حبس محکوم شدند. عیدی فعال به ۲ سال و عزیز صفری به ۶ ماه و غلامعلی رشید به یک سال محکوم (رشید در سال ۱۳۵۱ آزاد شد) و تا سال ۱۳۵۳ همگی آزاد شدند. ما خانواده گروه شش نفر، با هم آشنا شده بودیم. غلامعلی پس از آزادی از زندان، مدتی به درس خواندن پرداخت و بعدها مخفی شد. روزی خبرش در تهران و قم و اصفهان و یزد به ما می‌رسید و بخاطر فرار از ساواک هر روز به شهری در رفت و آمد بود و ما سالی یکبار او را می‌دیدیم. در طول سال‌های بعد، گروه سبحانی به نام «منصورون» تغییر نام یافت.
رشید برای بار دوم در سال ۱۳۵۵ در شهر اصفهان دستگیر و توسط ساواک به تهران منتقل شد و این بار نیز برای مدت یک سال، تا ۱۳۵۶ را در زندان گذرانید.

### پس از انقلاب
رشید پس از وقوع انقلاب ۱۳۵۷، به عنوان یکی از اعضای فعال گروه منصورون به‌شمار می‌آمد، که در پی ادغام منصورون با ۶ گروه دیگر و تأسیس سازمان مجاهدین انقلاب اسلامی، به عضویت این سازمان درآمد. وی با شکل‌گیری سپاه پاسداران انقلاب اسلامی، به این نهاد پیوست و نخستین مسئولیت وی، معاونت اطلاعات و عملیات سپاه دزفول بود.

### جنگ ایران و عراق
او در طول جنگ ایران و عراق از فرماندهان کلیدی سپاه پاسداران بود و همزمان با اجرای عملیات بیت‌المقدس، فرماندهی قرارگاه فتح را برعهده داشت. وی در دوران جنگ ایران و عراق همراه با محسن رضایی، سید یحیی صفوی و علی شمخانی از فرماندهان اصلی و تصمیم‌گیر جنگ به‌شمار می‌رفت. رشید در عملیات‌های مختلف سپاه در طول جنگ سِمَت‌های معاون عملیات قرارگاه خاتم‌الانبیاء و جانشین عملیاتی فرمانده کل سپاه، مسئول اطلاعات و عملیات قرارگاه مرکزی جنگ، فرماندهی قرارگاه فتح و جانشینی فرمانده نیروی زمینی سپاه را برعهده داشت.
غلامعلی رشید از اول بهمن ۱۳۵۹ با حفظ مسئولیت عملیات سپاه دزفول به عنوان جانشین ستاد عملیات جنوب فعالیت می‌کرد. ستاد عملیات جنوب با مسئولیت سید یحیی صفوی، غلامعلی رشید و حسن باقری به عنوان ستاد اداره‌کننده جنگ، اقدام به اجرای عملیات‌های محدود و توقف یگان‌های نیروی زمینی عراق، آزادسازی مناطق اشغالی و برنامه‌ریزی برای حضور نیروهای داوطلب بسیج در صحنه جنگ، نمودند. از مهرماه ۱۳۶۰ رشید مسئولیت ستاد عملیات جنوب را برعهده گرفت اما همچنان یکی از اعضای تیم سه نفره طراحی عملیات با حسن باقری و یحیی صفوی بود. در عملیات ثامن‌الائمه که در سه محور طراحی و اجرا می‌شد، وی مسئولیت محور آبادان و ماهشهر را برعهده داشت و نیروهای تحت امر او در منطقه ماهشهر توانستند با نیروهای حسن باقری (که در جایگاه فرمانده محور دارخوین فعالیت می‌کرد) در منطقهٔ پل حفار الحاق کنند و با حضور اثرگذار لشکر ۷۷ خراسان، آبادان را از محاصره درآورند، سپس لشکر ۷۷ خراسان اقدام به محاصره لشکر ۳ زرهی عراق نمود و تجهیزات دو تیپ ۶ و ۸ از لشکر ۳ را در اختیار نیروهای سپاه پاسداران قرار داد. 
پس از شکل‌گیری نخستین یگان‌های سپاه پاسداران تحت عنوان تیپ ۲۵ کربلا، تیپ ۳۱ عاشورا، تیپ ۱۴ امام حسین و تیپ ۲۷ محمدرسول‌الله، احکام نخستین فرماندهان این یگان‌ها توسط غلامعلی رشید امضا شد. پس از اجرای عملیات ثامن‌الائمه، رشید در تیم طراحی عملیات فتح بستان با عنوان عملیات طریق‌القدس حضور داشت و از سوی فرماندهی قرارگاه مشترک سپاه و ارتش، یعنی محسن رضایی و سرهنگ علی صیاد شیرازی، رشید به‌عنوان فرمانده این عملیات و حسن باقری به‌عنوان جانشین انتخاب شدند و عملیات طریق‌القدس را در ۸ آذر ماه ۱۳۶۰ فرماندهی کردند. این عملیات با فتح بستان و آزادسازی ۶۵۰ کیلومتر مربع از مناطق اشغالی به انجام رسید.
با تشکیل قرارگاه مشترک کربلا در اسفندماه ۱۳۶۰ غلامعلی رشید معاون عملیات این قرارگاه شد، سپس در تیم طراحی عملیات فتح‌المبین حضور داشت. وی در عملیات بیت‌المقدس و فتح خرمشهر فرمانده قرارگاه فتح بود. پس از پایان این عملیات، رشید به‌عنوان معاون عملیات قرارگاه خاتم‌الانبیاء منصوب شد و در عملیات‌های مسلم بن عقیل، والفجر مقدماتی، والفجر ۲، والفجر ۳، والفجر ۴، خیبر، بدر، والفجر ۸، کربلای ۴، کربلای ۵ و والفجر ۱۰ حضور داشت.

### پس از جنگ
رشید از سال ۱۳۶۵ تا ۱۳۶۸ معاون عملیات ستاد کل سپاه پاسداران بود و برای مدت ۱۰ سال از ۱۳۶۸ تا ۱۳۷۸ معاونت اطلاعات و عملیات ستاد کل نیروهای مسلح را برعهده داشت. رشید فروردین ۱۳۷۸ در جایگاه معاون اطلاعات و عملیات ستاد کل نیروهای مسلح، درجه سرلشکری را دریافت کرد. او چهار ماه بعد، با حکم رهبر جمهوری اسلامی به سمت جانشین رئیس ستاد کل نیروهای مسلح منصوب شد و در فاصله سالهای ۱۳۷۸ تا ۱۳۹۵ در این جایگاه فعالیت می‌کرد. وی از سال ۱۳۹۵ تا هنگام درگذشت در سال ۱۴۰۴ فرمانده قرارگاه مرکزی خاتم‌الانبیاء بود. این قرارگاه عالی‌ترین واحد عملیاتی نظامی در نیروهای مسلح ایران است، که مسئولیت طراحی، هماهنگی و نظارت عملیاتی بر نیروهای مسلح را برعهده دارد.

### نحوه کشته شدن
در دقایق اولیه آغاز جنگ ایران و اسرائیل، خانه غلامعلی رشید مورد حمله موشکی نیروی هوایی اسرائیل قرار گرفت. همسر غلامعلی رشید در مصاحبه‌ای، نحوه کشته شدن وی را اینگونه شرح می‌دهد:
در یک زمان خیلی کم، بخش اعظم خانه پودر شد. سردار رشید طبق عادت نمازشان را خوانده بودند و در حیاط قدم می‌زدند. محلی که ایشان قرار گرفته بودند نزدیک‌ترین محل به اصابت موشک بود. پس از اصابت موشک، بر اثر موج انفجار پیکر ایشان به خیابان پرتاب شد و سر ایشان به جدول خیابان برخورد کرد و ظاهرا تا بیمارستان نبض داشتند.

## تحریم
در ۱۳ آبان ۱۳۹۸، وزارت خزانه‌داری ایالات متحده آمریکا ۹ تن از نزدیکان علی خامنه‌ای از جمله غلامعلی رشید را تحریم کرد.
این وزارتخانه در بیانیه‌ای گفت: «این افراد در طیف وسیعی از رفتارهای شرورانه رژیم، به علاوه شکنجه، کشتار فراقانونی و سرکوب مردم دست داشته‌اند.»
در بیانیه وزارت خزانه داری ایالات متحده آمریکا از قرارگاه مرکزی خاتم‌الانبیاء که تحت فرماندهی غلامعلی رشید اداره می‌شود، به عنوان «مهم‌ترین مرکز فرماندهی نظامی» در ایران یاد شده که زیر نظر ستاد کل نیروهای مسلح فعالیت می‌کند و وظیفه اصلی آن، هماهنگی عملیات نیروهای مسلح ایران است.

## درگذشت

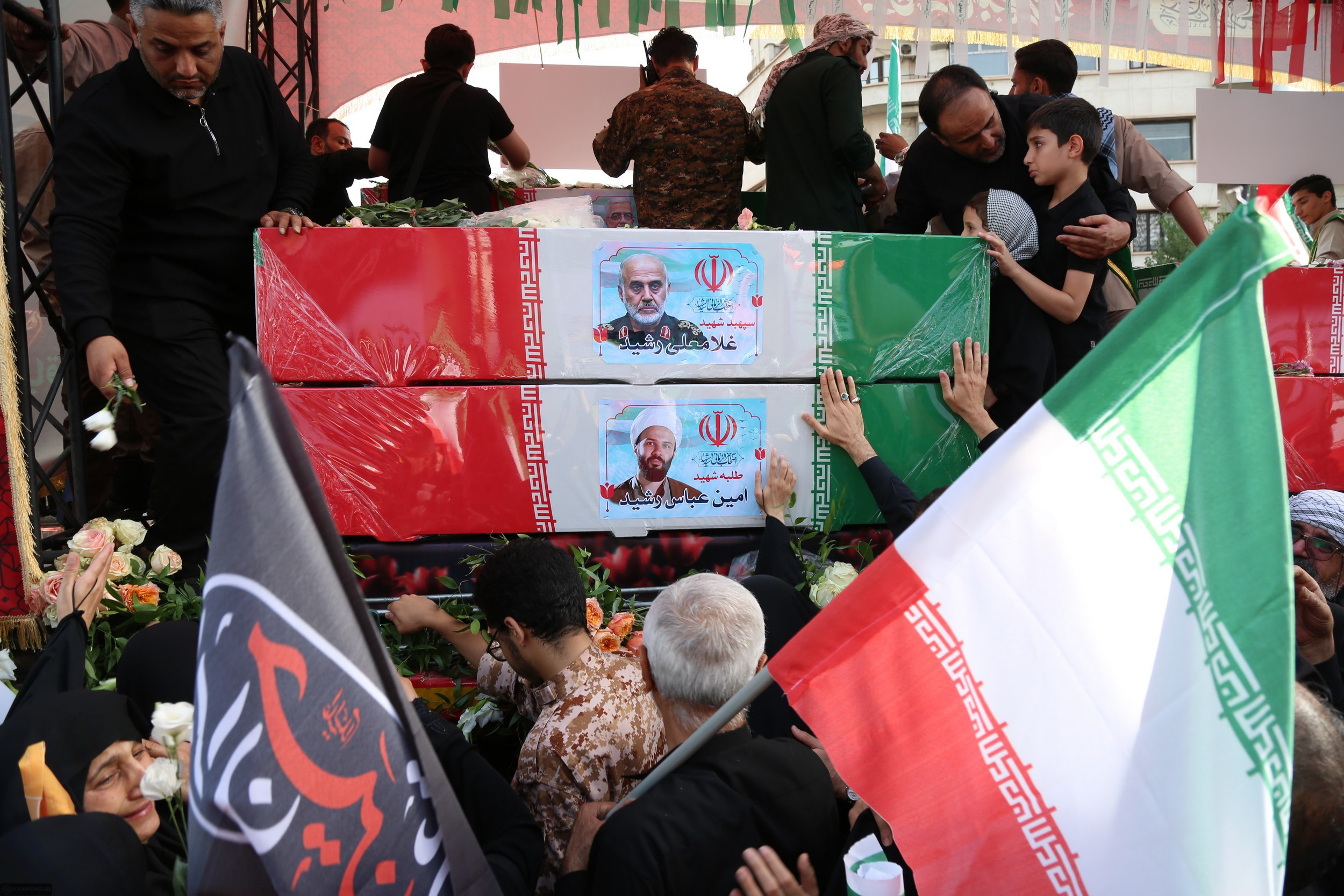
تشییع‌جنازه غلامعلی رشید و فرزندش امین‌عباس در تهران (۷ تیر ۱۴۰۴)

غلامعلی رشید در بامداد ۲۳ خرداد ۱۴۰۴ شمسی پس از حملات گسترده اسرائیل به ایران، به‌همراه پسرش امین‌عباس مورد هدف موشکی قرار گرفتند و کشته شدند.
پس از تشییع بدنشان در تهران، پیکر غلامعلی و پسرش ۸ خرداد به دزفول فرستاده شد، و ۹ خرداد پس از تشییع‌جنازه مجدد، در حرم سبزقبا به خاک سپرده شدند.

## زندگی شخصی
رشید در سال ۱۳۶۱ ازدواج کرد، که حاصل این ازدواج ۴ فرزند است. دختر بزرگ وی که فاطمه نام داشت در سال ۱۳۶۷ به‌علت مشکلات فلج مادرزادی که خود رشید آن را حاصل بمباران‌های مکرر دزفول عنوان کرده است، درگذشت. فرزندان دیگر وی به ترتیب نرگس (متولد ۱۳۶۶)، زهرا (متولد ۱۳۷۰) و امین عباس (متولد ۱۳۷۳) نام داشتند. پسر وی در ۲۳ خرداد ۱۴۰۴ در بمباران خانه مسکونی رشید، به همراه وی کشته شد.

## تحصیلات
غلامعلی رشید، علاوه‌ بر فعالیت‌های نظامی، پس از جنگ، تحصیلات دانشگاهی خود را به انجام رساند و مدارک زیر را دریافت کرد:

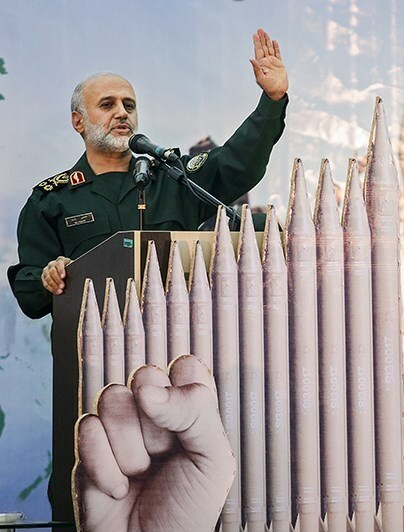
سخنرانی غلامعلی رشید در چهارمین سالگرد حسن تهرانی مقدم.

- کارشناسی جغرافیای سیاسی از دانشگاه تهران
- کارشناسی ارشد جغرافیای سیاسی از دانشگاه تهران
- دکتری جغرافیای سیاسی از دانشگاه تربیت مدرس (۱۳۸۷)

غلامعلی رشید، جایگاه علمی خاصی در حوزه نظامی داشت و در پرورش نسل جدید کارشناسان دفاعی در عرصه‌های استراتژیک، نقش داشت. او دانشیار جغرافیای سیاسی دانشگاه عالی دفاع ملی و عضو هیئت علمی دانشگاه امام حسین بود.

### پایان‌نامه دکترا
عنوان پایان‌نامه دکترای غلامعلی رشید، «نقش عوامل ژئوپلیتیک در تدوین راهبرد دفاعی» بوده است. او در پایان‌نامه خود به نقش عوامل ژئوپلیتیکی طبیعی در تدوین راهبرد دفاعی ایران در مقابل تهدیدات نظامی آمریکا و اسرائیل پرداخته است. او در این مقاله تاکید می‌کند که دشمن اصلی ایران، آمریکا است، که با استفاده از فضا و جغرافیای کشورهای همسایه، ایرانیان را تهدید می‌کند. رشید در پایان‌نامه خود، عوامل ژئوپلیتیکی طبیعی در قالب بسترهای قوت‌زا، فرصت‌آفرین، ضعف‌ساز و تهدیدزا که نقش مؤثری بر راهبرد دفاعی—امنیتی جمهوری اسلامی ایران دارند را بررسی کرده و آن‌ها را اولیت‌بندی می‌کند. طبق گفته او، «این عوامل به ترتیب اولویت عبارتند از: آب‌های آزاد، مجاورت با کشورهای خلیج فارس، موقعیت ارتباطی، کانون توجهات ژئوپلیتیکی، وسعت و شکل سرزمین، مرزهای آبی و زمینی، توپوگرافی، اقلیم کردستان عراق.»
غلامعلی رشید در پایان نامه دکترای خود «نقش عوامل ژئوپلیتیک در تدوین راهبرد دفاعی»، از توجه علمی و تأثیر نظام‌مند عوامل ژئوپلیتیکی در تدوین استراتژیهای دفاعی توسط طراحان استراتژیهای دفاعی در نهادهای دفاعی—نظامی، می‌گوید. رشید در پایان‌نامه خود، به ارائه یک الگوی نظری برای طراحی راهبردهای دفاعی مبتنی بر عوامل ژئوپلیتیکی کشور ایران می‌پردازد. او با شناسایی عوامل مؤثر ژئوپلیتیکی و کشف رابطه میان این عوامل با راهبرد دفاعی، میزان تأثیر عوامل مورد نظر در طراحی راهبرد دفاعی را تخمین می‌زند. او اذعان می‌دارد که بیان رابطه میان عوامل ژئوپلیتیکی و راهبرد دفاعی به دلیل ماهیت کیفی اغلب عوامل ژئوپلیتیکی، کاری دشوار ولی امکان‌پذیر است. رشید در پایان‌نامه خود در انتها، با بهره‌گیری از روشهای علمی و با تبدیل جنبه‌های کیفی عوامل ژئوپلیتیکی کشور ایران به معیارهای کمی، مدلی برای تعیین میزان تأثیر و نحوه دخالت این عوامل در تدوین راهبردهای دفاعی کشور ارائه می‌کند.

## مسئولیت‌ها
غلامعلی رشید مسئولیت‌های متعددی را در مقاطع مختلف نظامی و دفاعی، بر عهده داشت. از جمله مهم‌ترین مسئولیت‌های وی، عبارت بودند از:
- مسئول اطلاعات و عملیات سپاه دزفول (۱۳۵۹)
- جانشین ستاد عملیات جنوب (۱۳۶۰)
- جانشین فرمانده نیروی زمینی سپاه پاسداران (۱۳۶۰)
- فرمانده قرارگاه فتح در عملیات بیت‌المقدس (۱۳۶۰)
- مسئول عملیات قرارگاه مرکزی سپاه (۱۳۶۰)
- معاونت اطلاعات و عملیات ستاد کل نیروهای مسلح (۱۳۶۸–۱۳۷۸)
- جانشین رئیس ستاد کل نیروهای مسلح (۱۳۷۸–۱۳۹۵)
- معاون امور دفاعی دبیرخانه شورای عالی امنیت ملی
- فرمانده قرارگاه مرکزی خاتم‌الانبیا (۱۳۹۵–۱۴۰۴)

## مقالات

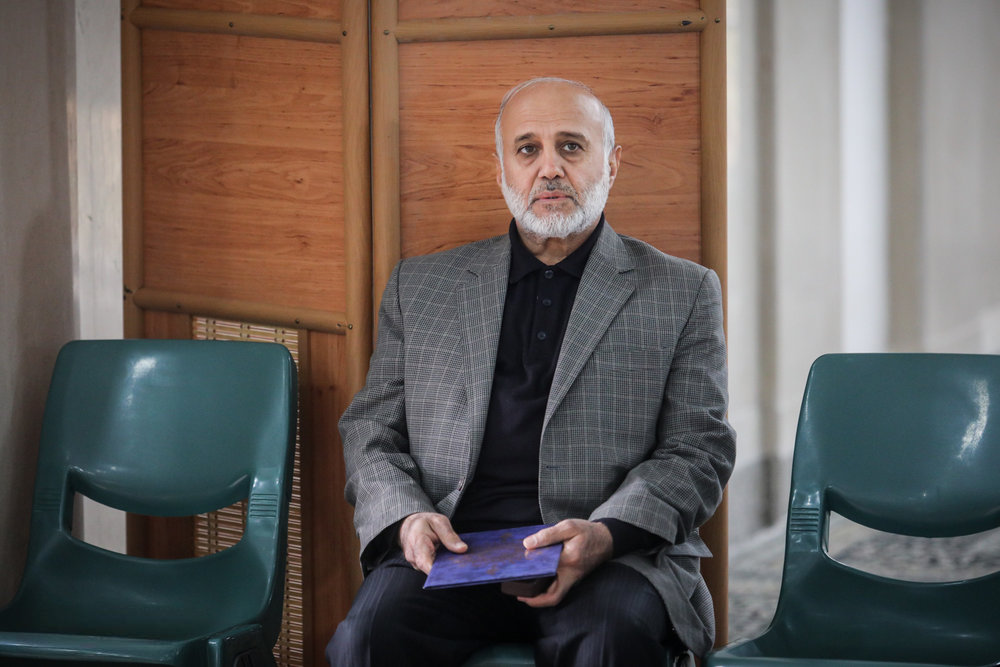
غلامعلی رشید، عصر دوشنبه ۷ آبان ماه ۱۳۹۷، مسجد پیامبر اعظم (ص)، شهرک شهید محلاتی، تهران.

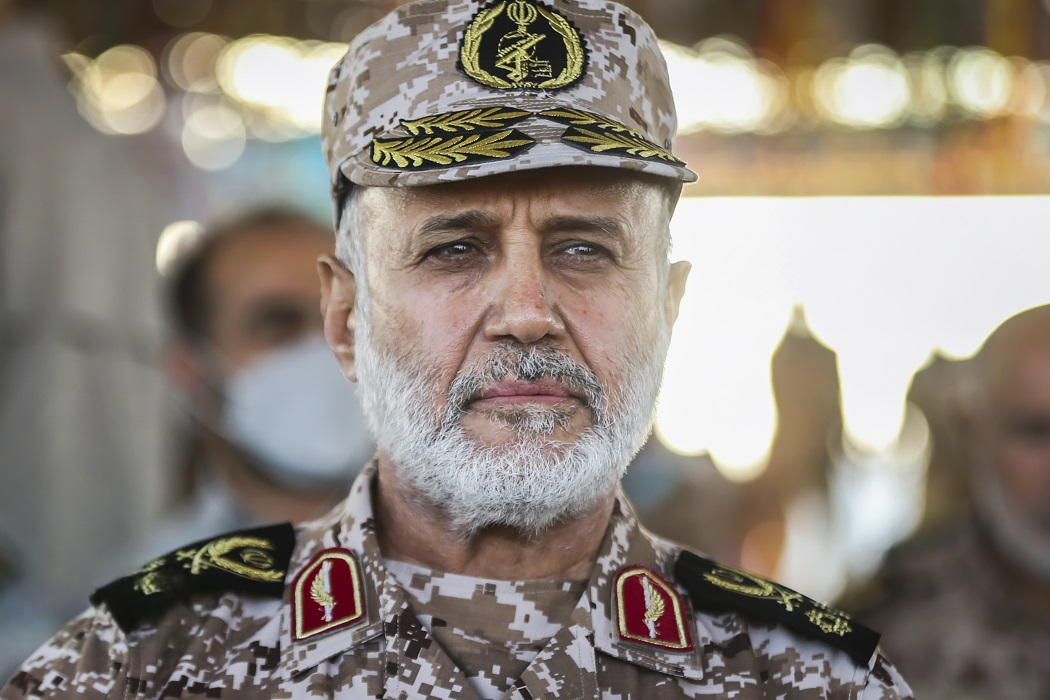
غلامعلی رشید در رزمایش پیامبر اعظم ۱۷، یکم دی ماه ۱۴۰۰.

فهرست کامل مقالات منتشر شدهٔ غلامعلی رشید به شرح ذیل است:
۱. تبیین نقش منطقهٔ ساحلی ایران در اقیانوس هند بر امنیت ملی کشور (منتشرشده در فصلنامهٔ علوم و فنون نظامی، ۱۴۰۲) با همکاری حسین حسنی سعدی، محمدرضا حافظ‌نیا و ابراهیم رومینا.
۲. تبیین نظری تأثیر عوامل جغرافیایی و ژئوپلیتیکی مناطق ساحلی اقیانوسی بر امنیت ملی (منتشرشده در فصلنامهٔ مطالعات دفاعی استراتژیک، ۱۴۰۱) با همکاری محمدرضا حافظ‌نیا، ابراهیم رومینا و حسین حسنی سعدی.
۳. تبیین آموزه‌های سیاسی و دیپلماسی در جنگ‌های سه‌گانهٔ اخیر در جنوب غرب آسیا و چگونگی تبدیل پیروزی‌های نظامی به دستاوردهای سیاسی (منتشرشده در فصلنامهٔ مطالعات دفاعی استراتژیک، ۱۴۰۱) با همکاری علیرضا طاهری مقدم و محمد داود صارمی.
۴. عوامل و ویژگی‌های نسل چهارم جنگ‌ها مؤثر بر صحنهٔ جنگ آینده (منتشرشده در فصلنامهٔ مطالعات دفاعی استراتژیک، ۱۴۰۰) با همکاری احمدرضا پوردستان و محسن رضایی.
۵. تأثیر ایجاد پایگاه دریایی بر افزایش قدرت دریایی جمهوری اسلامی ایران (منتشرشده در فصلنامهٔ آموزش علوم دریایی، ۱۴۰۰) با همکاری پیمان جعفری تهرانی، حبیب‌الله سیاری و علیرضا فرشچی.
۶. طراحی الگوی راهبردی ایجاد پایگاه‌های دریایی ج.ا. ایران در غرب اقیانوس هند (منتشرشده در فصلنامهٔ راهبرد دفاعی، ۱۴۰۰) با همکاری پیمان جعفری تهرانی، حبیب‌الله سیاری، و علیرضا فرشچی.
۷. بررسی و تحلیل آغاز جنگ تحمیلی عراق علیه جمهوری اسلامی ایران از منظر غافلگیری نظامی امنیتی (منتشرشده در فصلنامهٔ مطالعات دفاعی استراتژیک، ۱۴۰۰) با همکاری کاظم اقبالی، عبدالعلی پورشاسب، محسن رفیعی و مسعود صامتی.
۸. قدرت منطقهٔ ای ایران و تأثیر آن بر همسو شدن سیاست خارجی روسیه (منتشرشده در فصلنامهٔ مطالعات دفاعی استراتژیک، ۱۳۹۹) با همکاری قدیر نظامی‌پور، عباس علیپور و مجید خادمی.
۹. مولفه‌ها و ویژگی‌های فرماندهی و کنترل هوشمند در صحنهٔ نبرد (منتشرشده در فصلنامهٔ علوم و فنون نظامی، ۱۳۹۹) با همکاری محسن رضایی و احمدرضا پوردستان.
۱۰. بررسی نقش و ارائهٔ الگوی تأثیرگذار مدیریت دانش بر انتقال فرهنگ دفاع مقدس (منتشرشده در فصلنامهٔ مطالعات دفاعی استراتژیک، ۱۳۹۸) با همکاری امین پاشایی هولاسو.
۱۱. تبیین آموزه‌های جهادی قرآنی مؤثر بر روحیهٔ جهادی نیروهای مسلح جمهوری اسلامی (منتشرشده در فصلنامهٔ مطالعات دفاعی استراتژیک، ۱۳۹۷) با همکاری محمد ادریسیان.
۱۲. تدوین راهبردهای دفاع همه‌جانبه در حوزهٔ جنگ آینده (منتشرشده در فصلنامهٔ مطالعات دفاعی استراتژیک، ۱۳۹۶) با همکاری داود زنجانی، علیرضا سعادت‌راد و شهرام حسن‌نژاد مقدم.
۱۳. تدوین راهبردهای نظامی دفاع همه‌جانبه در برابر جنگ احتمالی آینده (منتشرشده در فصلنامهٔ مطالعات دفاعی استراتژیک، ۱۳۹۶) با همکاری کیومرث حیدری، ابوالحسن کبیری، علی مهدوی و محمود سعادت ارکان نجد.
۱۴. نقش عوامل ژئوپلیتیکی طبیعی در تدوین راهبرد دفاعی جمهوری اسلامی ایران در مقابل تهدیدات نظامی آمریکا از مبدأ سرزمینی عراق (منتشرشده در فصلنامهٔ مطالعات دفاعی استراتژیک، ۱۳۹۵) با همکاری فتح‌الله کلانتری.
۱۵. واکاوی الگوهای حاکم بر جنگ آینده و مقایسه آن با جنگ هشت‌ساله و جنگ‌های اخیر (منتشرشده در فصلنامهٔ راهبرد دفاعی، ۱۳۹۳) با همکاری غلامرضا محرابی، فتح‌الله کلانتری، شهرام شجاعی و داود زنجانی.
۱۶. ارائهٔ مدلی مبتنی بر مدیریت دانش جهت ترویج فرهنگ دفاع مقدس (منتشرشده در دوفصلنامهٔ پاسداری فرهنگی انقلاب اسلامی، ۱۳۹۱) با همکاری امین پاشایی هولاسو.
۱۷. الگوی نظری طراحی راهبرد دفاعی مبتنی بر عوامل ژئوپلیتیکی (منتشرشده در فصلنامهٔ ژئوپلیتیک، ۱۳۸۶) با همکاری محمدرضا حافظ‌نیا، اکبر پرهیزگار و محمدحسین افشردی (محمد باقری).
۱۸. اطلاعات در جنگ؛ ارزیابی گذشته و ضرورت‌های آینده (منتشرشده در فصلنامهٔ سیاست دفاعی، ۱۳۷۷).
۱۹. شرایط و ضرورت‌های تولد، رشد، تثبیت، و گسترش سپاه در جنگ (منتشرشده در فصلنامهٔ سیاست دفاعی، ۱۳۷۶).
۲۰. بررسی روند شکل‌گیری استراتژی آزادسازی مناطق اشغالی (منتشرشده در فصلنامهٔ سیاست دفاعی، ۱۳۷۵).

۲۱. عوامل مؤثر در انتخاب صحنه‌های عملیاتی در هشت سال دفاع مقدس. با همکاری هادی مراد پیری.

## یادداشت
1. ↑  پس از ترور، به سپهبد پاسدار ترفیع داده‌شد.

## بیشتر بخوانید
- آغاز و پایان جنگ به روایت سردار غلامعلی رشید
- شخصیت‌های برجسته دزفول